# Hyalogryllacris uncinata
Hyalogryllacris uncinata är en insektsart som först beskrevs av Heinrich Hugo Karny 1929.  Hyalogryllacris uncinata ingår i släktet Hyalogryllacris och familjen Gryllacrididae. Inga underarter finns listade i Catalogue of Life.